# ادبک
ادبک (به آلمانی: Edlbach) یک منطقهٔ مسکونی در اتریش است که در ناحیه کورچ‌دروف ان در کرمس واقع شده‌است.

## خصوصیات
ادبک ۸٫۳ کیلومترمربع مساحت دارد  ۷۷۰ متر بالاتر از سطح دریا واقع شده‌است.

## جغرافیا
ادبک قرار گرفته شده در ترانویتل. حدوداً ۲۴ درصد از شهر جنگل است و ۶۵ درصد زمین‌های کشاورزی می‌باشد.